# Kardinál-jáhen

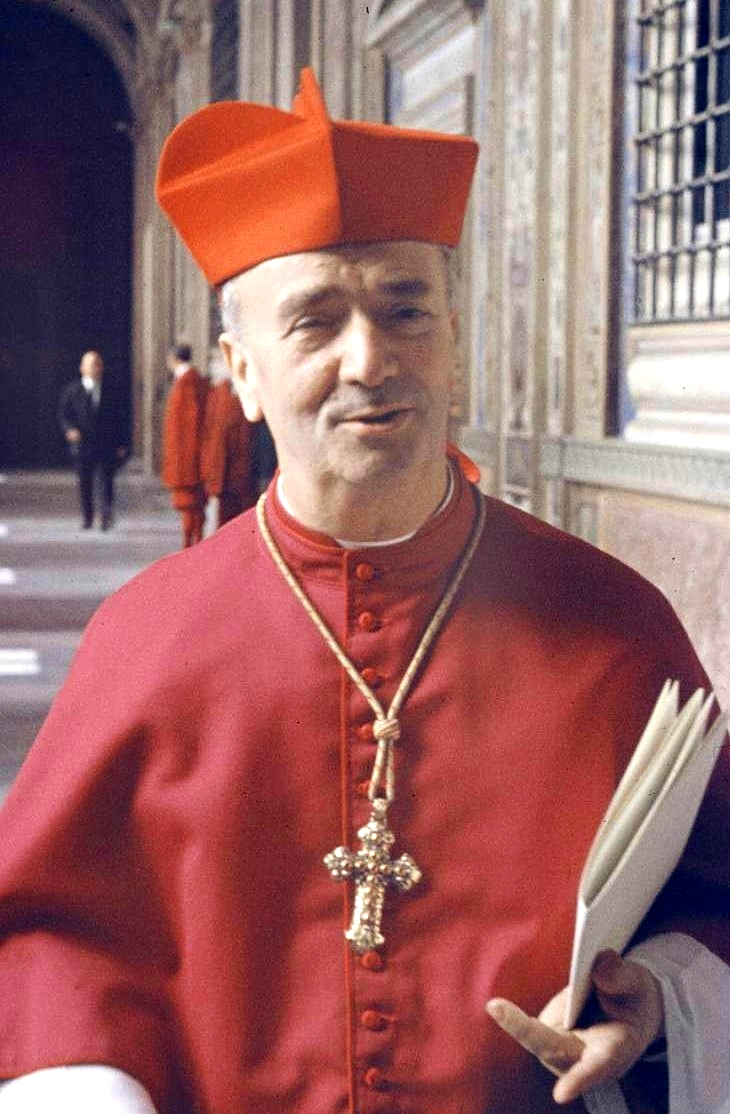
Alfredo Ottaviani, kardinál-jáhen (1958-1967), kardinál-protojáhen (1961-1967) a kardinál-kněz (1967–1979)

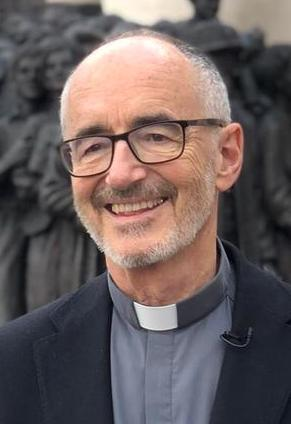
Michael Czerny S.J. kardinál-jáhen (od 2019)

Kardinál-jáhen je člen základní kardinálské třídy (ordo). Jedná se o titul užívaný pro kardinály sloužící v římské kurii. Užívá se také pro kardinály, kterým papež udělil dispens od povinnosti biskupského svěcení a jsou tedy jen kněžími nebiskupy (např. kardinál Tomáš Špidlík). Kardinál-protojáhen, primus inter pares, vyhlašuje volbu papeže.

## Historie
Kardinál-jáhen mající titul jedné ze 14 římských chudinských kurií. Služebně nejstarší z nich je kardinál-protojáhen. Byl jím od roku 2014 do roku 2024 kardinál Renato Raffaele Martino. Jeho úkolem je po skončení konkláve oznámit shromážděnému lidu z lodžie baziliky svatého Petra jméno nově zvoleného papeže. Také je mu vyhrazeno právo vložit na ramena nově zvolenému papeži při inaugurační mši pallium. Po deseti letech po kardinálské kreaci může kardinál-jáhen požádat o povýšení do hodnosti kardinála-kněze (pro hac vice).